# جول جانکشن (آیووا)
جول جانکشن (به انگلیسی: Jewell Junction) شهری در ایالت آیووا کشور ایالات متحده آمریکا است که جمعیت آن در سرشماری سال ۲۰۱۰ میلادی، ۱٬۲۱۵ نفر بوده‌است.